# 阿卡姆骑士
阿卡漢騎士（英語：Arkham Knight），是DC漫畫中出現的反派人物，是Rocksteady Studios開發遊戲《蝙蝠俠：阿卡漢騎士》中的二號反派。該角色由DC漫畫CCO兼作家傑夫·強斯合作由Rocksteady創造，正式登場於漫畫《蝙蝠俠：阿卡漢騎士#1》（2015年2月）。
阿卡漢騎士對蝙蝠俠有著強烈的憎恨感，試圖讓他萬分痛苦後將他殺死。為了實現他的目的，他與同樣憎恨蝙蝠俠的稻草人結盟，並在高譚市布置軍事設施。在遊戲主要劇情最後得知，他的真實身份是第二代羅賓—傑森·托特，在此之前被蝙蝠俠認為已經死在小丑手上。他的配音演員為特羅伊·貝克。

## 發展
在接受記者採訪時，Newsarama稱阿卡漢騎士是《蝙蝠俠：阿卡漢》系列中的一個全新角色，Rocksteady Studios開發者達克斯吉恩稱 「蝙蝠俠從來都沒有遇到過他，所以這是一個完全原創角色」。在另一次採訪中，吉恩說明這個角色在蝙蝠俠世界中是可怕的，但開發商希望他超越遊戲而成為蝙蝠俠故事中的一個標誌。
蝙蝠俠：阿卡漢騎士的遊戲導演賽夫頓·希爾解釋說，希望有角色能以不同的方式與蝙蝠俠正面交鋒。

## 角色經歷

### 蝙蝠俠：阿卡漢
位於《蝙蝠俠：阿卡漢起源》和《蝙蝠俠：阿卡漢瘋人院》之間的一段時間裡，身為孤兒的傑森·托特一次試圖偷取蝙蝠車零件時被蝙蝠俠抓到，但之後被他收養、接受訓練、成長後成為新的羅賓；當時初代羅賓迪克·格雷森決定離開並成為夜翼。從小性格叛逆、易怒又桀驁不馴的傑森，因為不滿蝙蝠俠始終不願殺死其死敵小丑，因此不顧蝙蝠俠的勸告而獨自去動手，最後卻出師不利而遭小丑擒獲並囚禁起來。小丑將一段他射殺傑森的假影片發給蝙蝠俠，讓蝙蝠俠誤以為傑森已經被小丑殺死，這起「家族之死」在蝙蝠俠心中留下難以抹除的痛苦。
實際上，傑森其實仍然存活，被囚禁於阿卡漢精神病院的一座荒廢區域中，遭受到小丑慘無人道的酷刑持續一年半。最初的六個月裡，傑森不願屈服於小丑，堅信著蝙蝠俠一定會來救他，但小丑為了摧毀傑森的意志，展示蝙蝠俠與新羅賓在一起的照片，告訴傑森說蝙蝠俠已經找到「替代」他的人。即便如此，傑森還是沒有對小丑屈服，小丑對傑森聲稱他從此就是屬於他的新搭檔，把自己標誌性的字母「J」烙印在傑森臉上。由於長期備受精神摧殘，傑森徹底崩潰而準備告訴小丑蝙蝠俠的真實身份，但小丑由於不在乎蝙蝠俠的身份而對傑森開一槍，看似殺死他後棄屍。然而，傑森還是倖存下來，並因精神扭曲而開始對棄他不管的蝙蝠俠產生極深的怨恨，從此開始策劃他的復仇。傑森首先找上跟蝙蝠俠有過一戰的精英傭兵喪鐘，在委內瑞拉組建一群訓練有素的士兵、獲取一批先進武器，將其裝備成強大的民兵軍團。傑森隨後穿上軍用版本的蝙蝠俠戰衣，設計和蝙蝠俠類似的頭盔而正式成為「阿卡漢騎士」。
自從《蝙蝠俠：阿卡漢城市》之後，傑森開始跟蹤蝙蝠俠，並躲在暗處干涉、破壞他的一切行動，當他得知躲在棄置的阿卡漢精神病院中的稻草人，同樣在策劃對蝙蝠俠復仇時，他找上稻草人一起合作，並將自己民兵組織的指揮權分給他。兩人合作購買一系列無人裝甲車、坦克等高級軍事武器後，稻草人利用恐懼毒氣嚇唬市民疏散出高譚市，其他盟友則幫助民兵和犯罪頭目提供武器。為了讓蝙蝠俠體驗到無助的恐懼感，傑森將協助蝙蝠俠的芭芭拉·高登的藏身處透漏給稻草人，使得芭芭拉被稻草人綁架。隨著當晚時間的推移，蝙蝠俠不斷破壞其計畫並破壞稻草人在城市散布的恐懼氣體，傑森開始控制不住他想殺死蝙蝠俠的念頭。連續幾次殺蝙蝠俠的行動都以失敗告終後，傑森最終向蝙蝠俠揭露自己的身份，並與蝙蝠俠展開一場搏鬥。傑森被蝙蝠俠擊敗後，意識到蝙蝠俠其實心裏很後悔當初沒能找到他，傑森後來雖然婉拒蝙蝠俠的伸手相助，但他過後還是浪子回頭，通過追蹤被稻草人抓獲的蝙蝠俠訊號，於遠處用狙擊方式使蝙蝠俠重獲自由，讓蝙蝠俠有機會徹底擊敗稻草人。
事後，傑森拋棄騎士身份，開始使用新的紅色頭盔，當上無情義警「紅頭罩」，獨來獨往並對所有抓到的罪犯實施槍決私刑，而死在他手裡的罪犯包括黑面具。

### 漫畫
在偵探漫畫第1000期，阿卡漢騎士正式被引進在DC漫畫的主系列連載之中。他組建了自己的「騎士團」，意圖在高譚市伸張自己的正義。在蝙蝠俠的阻止與調查之下，發現騎士的真實身分是傑瑞麥·阿卡漢的女兒、艾絲翠德·阿卡漢。

## 人物信息

### 性格
阿卡漢騎士雖然復仇心極為重，但他作戰方面卻是異常地冷靜、善於推算對手的行動，加上他曾經和蝙蝠俠親如父子，因此洞悉蝙蝠俠的一切行動。他於遊戲中從頭到尾都在嘲弄蝙蝠俠的行動，諷刺他拯救城市的行為等同於事無補，但因為蝙蝠俠寧死不屈且永不退縮的性格特點，反而讓他喪失靜待殺死他的耐心。
|                        | 永遠都為弱勢群體著想，這就是我為什麼欣賞你，都能預料到了。而這也是為什麼我們會擊敗你，我們能猜到你的下一步行動，連你在想什麼都一清二楚！ |
| ——阿卡漢騎士嘲諷蝙蝠俠 | |

阿卡漢騎士還教導自己的所有民兵軍團關於蝙蝠俠戰服的弱點，提醒他們不要瞄準蝙蝠標誌的中心點、而是要全力攻擊戰甲防禦力最薄弱的肩膀部位。他熟知蝙蝠俠弱點的程度，使他成為蝙蝠俠最強大且最危險的“剋星”。但他的情緒一旦失控會讓他人難以制止，這也是他長期受小丑精神摧殘所造成的後遺症。因為如此，他在遊戲中跟與之聯手的稻草人有著複雜又緊張的合作關係；例如對抗雲爆裝置的坦克戰鬥中，不管稻草人如何勸阻，他還是執意要集中火力追殺蝙蝠俠，以至於正中蝙蝠俠的下懷。而在漫畫《蝙蝠俠：阿卡漢騎士#1》中，他首次現身時還將剛輸給蝙蝠俠的新一代電刑者用散彈槍打爆頭殺害。

### 能力
阿卡漢騎士有著出色的領導能力，在他的指揮下所率領的民兵軍團於極短的時間內就掌握住了高譚市絕大多數的地區，給蝙蝠俠帶來了不少的阻礙。
由於曾是蝙蝠俠的搭檔和弟子，阿卡漢騎士對蝙蝠俠的行動方式、裝備構成和在各種場合下可能採取的手段都有很深的了解，使他能針對性的作出破解和進行心理戰。
阿卡漢騎士有著出色的格鬥技巧和敏捷身手，也精擅蝙蝠俠教授的潛行技術。他也是個神槍手，無論是平常使用的雙槍或是蝙蝠俠進行決鬥時的狙擊槍他都能熟練的使用。
他能操作、駕駛各式各樣的交通工具，無論是攻擊直升機、裝甲車、坦克、甚至是挖掘機。
為了對抗手段眾多且具備高科技裝備的蝙蝠俠，阿卡漢騎士所穿著的戰衣也是經過特別製作的軍用動力裝備，在提升反應速度、增加分析能力、抗擊、防彈、增加格鬥戰拳腳攻擊效果等都不會輸給蝙蝠俠的蝙蝠戰衣。

## 人物評價
阿卡漢騎士的人物設計以及真實身份受到評論家的兩極評價，一部分人認為騎士的身份太過於讓人預料，並且和Rocksteady Studio發表過的聲言“這將是一名完全原創的角色”產生矛盾。多數評論家和玩家都認為阿卡漢騎士幾乎對不上傑森·托特的人物性格。